# Philomel Cottage
Philomel Cottage (Philomel Cottage) est une nouvelle policière d'Agatha Christie.
Initialement publiée en novembre 1924 dans la revue The Grand Magazine au Royaume-Uni, cette nouvelle a été reprise en recueil en 1934 dans The Listerdale Mystery and Other Stories au Royaume-Uni. Elle a été publiée pour la première fois en France dans le recueil Douze nouvelles en 1963.

## Résumé
Alix est tombée amoureuse de Gerald. Avec les économies d'Alix, le couple achète une maison.
Fortuitement, Alix découvre des indices donnant à penser que Gerald est peut-être un tueur en série, qui assassine les femmes qu'il a épousées. Or justement, il se pourrait bien qu'il mette à exécution dès ce soir ses sinistres projets. À moins qu'Alix se trompe ?

## Personnages
- Alix King, épouse de Gerald Martin
- Gerald Martin
- Dick Windyford, ancien amoureux d'Alix

## Publications
Avant la publication dans un recueil, la nouvelle avait fait l'objet de publications dans des revues :
- en novembre 1924, au Royaume-Uni, dans le no 237 de la revue The Grand Magazine[1] ;
- le 5 janvier 1935, au Royaume-Uni, dans le no 309 de la revue The Thriller[2] ;
- en 1946, aux États-Unis, dans le no 31 de la revue Avon Modern Short Story Monthly[3] ;
- en avril 1951, aux États-Unis, dans le no 89 (vol. 17) de la revue Ellery Queen’s Mystery Magazine[4] ;
- en février 1954, au Royaume-Uni, dans le no 6 (vol. 3) de la revue MacKill’s Mystery Magazine[5].

La nouvelle a ensuite fait partie de nombreux recueils :
- en 1934, au Royaume-Uni, dans The Listerdale Mystery and Other Stories[1] (avec 11 autres nouvelles) ;
- en 1948, aux États-Unis, dans The Witness for the Prosecution and Other Stories[1] (avec 10 autres nouvelles) ;
- en 1963, en France, dans Douze nouvelles, recueil réédité en 1968 sous le titre « Le Mystère de Listerdale » (avec 11 autres nouvelles).

## Adaptations
La nouvelle a connu de nombreuses adaptations :
Théâtre
- 1932 : The Stranger, adaptation par Agatha Christie elle-même, jamais publiée, ni représentée ;
- 1936 : Love from a Stranger, pièce de théâtre britannique adaptée par Frank Vosper de la pièce d'Agatha Christie[7].

Cinéma
- 1937 : L'Étrange visiteur (Love from a Stranger) (A Night of Terror aux États-Unis), film britannique réalisé par Rowland V. Lee, adapté de la pièce de théâtre de 1936, avec Ann Harding et Basil Rathbone.
- 1947 : L'Amour d'un inconnu (Love from a Stranger (A Stranger Walked In au Royaume-Uni), film américain réalisé par Richard Whorf, avec John Hodiak et Sylvia Sidney.

Télévision
- 1938 : Love from a Stranger, pièce de théâtre filmée diffusée en direct à Londres[8] sur la BBC, avec Bernard Lee.
- 1947 : Love from a Stranger, pièce de théâtre filmée diffusée en direct sur la BBC.
- 1967 : Ein Fremder klopft an, téléfilm ouest-allemand réalisé par Kurt Früh.

Radio
- 1942 : Philomel Cottage, dramatique radio américain diffusé dans l'émission Suspense sur CBS Radio.
- 1943 : Philomel Cottage, dramatique radio américain diffusé dans l'émission Suspense sur CBS Radio, avec Orson Welles.
- 1946 : Philomel Cottage, dramatique radio américain diffusé dans l'émission Suspense sur CBS Radio.
- 2002 : Philomel Cottage, dramatique radio britannique diffusé sur BBC Radio 4.